# Katharine O’Donnelly
Katharine O’Donnelly (* in Schottland) ist eine britische Schauspielerin.

## Leben und Karriere
O’Donnelly wuchs in Isle of Arran auf. Sie besuchte die Arran High School. Sie wurde zunächst nicht am Royal Conservatoire of Scotland angenommen und absolvierte in der Zwischenzeit einen einjährigen Schauspielkurs am Glasgow Clyde College. Sie bewarb sich erfolgreich erneut beim RCS und schloss ihr Studium mit einem Bachelor of Arts in Schauspiel ab.
Ihr Debüt gab sie 2018 in einer Folge in Clique. im selben Jahr trat sie in dem Film Maria Stuart, Königin von Schottland auf. Unter anderem war O’Donnelly 2019 in dem Kurzfilm The Deep Sleep zu sehen. Von 2020 bis 2022 bekam sie in der Serie The Head eine Hauptrolle.

## Filmografie
- 2018: Clique (Fernsehserie, 1 Episode)
- 2018: Maria Stuart, Königin von Schottland (Mary Queen of Scots)
- 2019: The Deep Sleep (Kurzfilm)
- 2020–2022: The Head (Fernsehserie)